# Juhan Parts

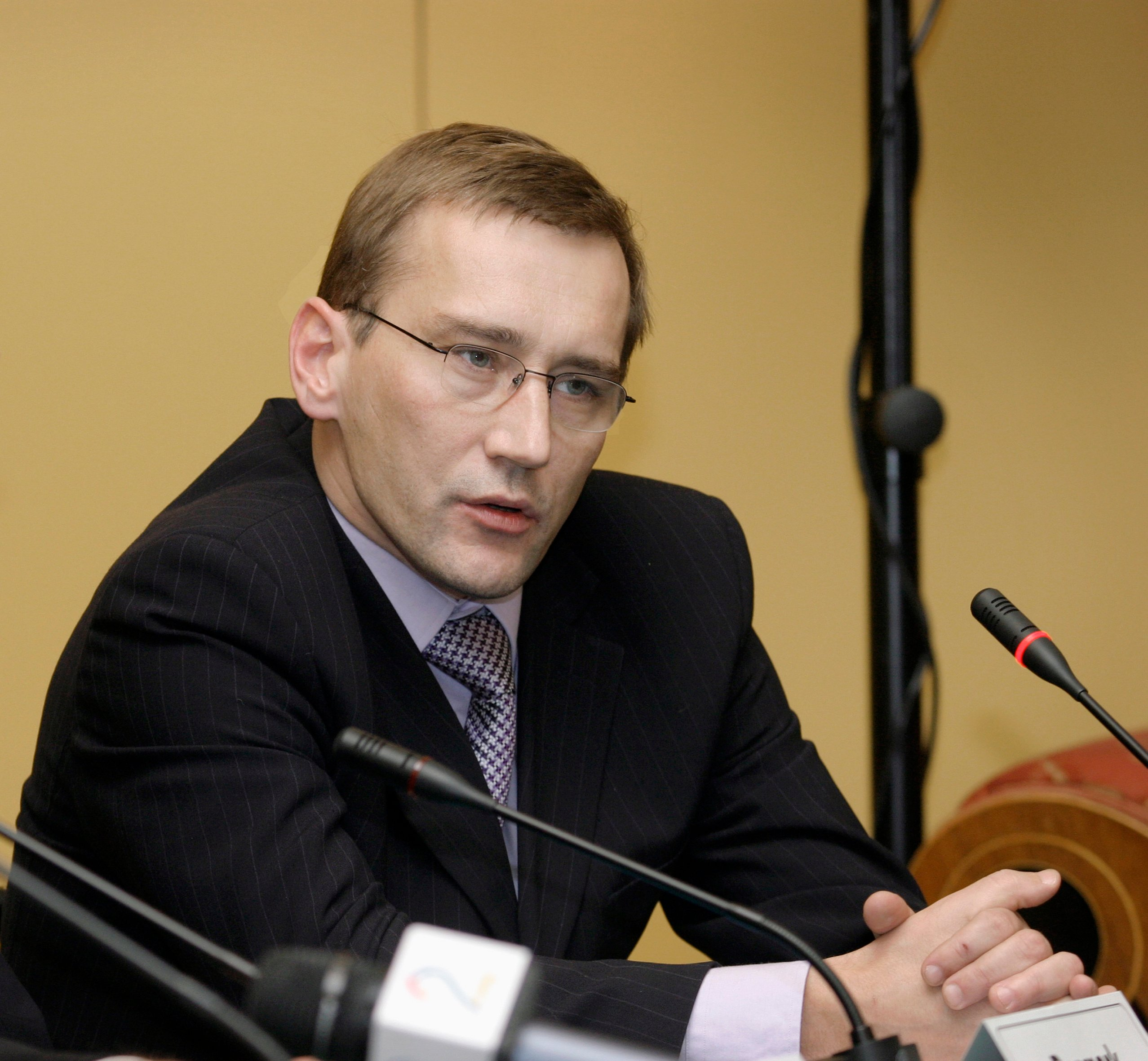
Juhan Parts

Juhan Parts (* 27. srpna 1966 Tallinn) je estonský politik. V letech 2003–2005 byl premiérem Estonska. Od roku 2007 je ministrem ekonomických záležitostí a komunikací. Je představitelem strany Isamaa ja Res Publica Liit, v letech 2003–2005 byl předsedou strany Erakond Res Publica, která byla roku 2006 jedním ze základajících subjektů Isamaa ja Res Publica Liit.

## Vyznamenání
- velkokříž Řádu prince Jindřicha – Portugalsko, 29. května 2003[1]
- rytíř velkokříže Řádu zásluh o Italskou republiku – Itálie, 19. dubna 2004[2]